# Arma-Christi-Kreuz (Ursulapoppenricht)
Das denkmalgeschützte Arma-Christi-Kreuz von Ursulapoppenricht liegt am südlichen Ortseingang auf einer kleinen Anhöhe und sollte schriftunkundigen Gläubigen zur Meditation dienen. Bei der andächtigen Betrachtung der Leidenswerkzeuge des Herrn sollte das Böse in der Seele erstickt werden.
Das Ursulapoppenrichter Kreuz besitzt etwa zwei Dutzend dieser „Werkzeuge“. Oben am Längsbalken ist der Hahn, der krähte als Petrus den Herrn dreimal verleugnet hat. Darunter ist der Geldbeutel mit den 30 Silberlingen, die Judas von den Hohenpriestern für seinen Verrat an Jesu erhielt. Der Kreuztitel INRI weist Christus als König der Juden aus. Darunter sind drei Würfel und auch der Becher angebracht, mit denen römische Soldaten den Leibrock des Herrn  unter sich auslosten. In der Mitte des Kreuzes befindet sich eine Abbildung des Schweißtuchs der Veronika. Darunter ist das Herz Jesu als Symbol der göttlichen Liebe zu den Menschen angebracht. Dann findet sich der Leidenskelch, den Jesu angesichts des bevorstehen Martyriums austrank. Auch ein mit Essig getränkter Schwamm, der Jesus gereicht wurde, um den Durst zu stillen, findet sich. Unter dem Würfelbecher sind die Füße mit den Wundmalen des Herrn sowie sein Leibrock. Am Fuß des Längsbalken ist noch eine Kanne angebracht, mit der man Pontius Pilatus das Wasser brachte, um seine Hände in Unschuld zu waschen. Außen am Querbalken sind die beiden Hände Christi mit den Wundmalen zu sehen, ebenso die Marterwerkzeuge, links eine Geißel, dann eine Lanze, auf der Jesu der Essigschwamm gereicht wurde. Auch ein eiserner Handschuh als Symbol für die Misshandlung Jesu durch die Soldaten sowie Hammer und Zange für das Einschlagen der Kreuznägel sind angebracht. Dann findet sich noch eine zweite Lanze, mit der der römische Hauptmann Jesu in die Seite stieß, um zu prüfen, ob er schon tot sei.
Die genaue Entstehungszeit des Kreuzes ist nicht bekannt, es wird aber im 19. Jahrhundert lokalisiert. Zwischen 1945 und 1949 wurde das Kreuz restauriert. Es wird als eines der am reichsten ausgestatteten Arma-Christi-Kreuze in Ostbayern bezeichnet.